# Gütestelle
Eine Gütestelle ist eine Stelle zur außergerichtlichen Beilegung von Rechtsstreitigkeiten.

## Deutschland
Gütestellen werden in Deutschland von der Landesjustizverwaltung eingerichtet (z. B. Schiedsamt) oder anerkannt. Die Gütestelle kann jederzeit angerufen werden. Das bedeutet, bevor ein Rechtsstreit vor Gericht verhandelt wird, aber auch, wenn er bereits vor Gericht anhängig ist. Ursprünglich waren Gütestellen für Bagatellstreitigkeiten gedacht. Da die Kosten aber in der Regel streitwertunabhängig sind, eignet sich das Güteverfahren insbesondere auch bei großen oder sehr großen Streitwerten. Insbesondere für den Kartellschadensersatz scheinen sich Gütestellen als Alternative zum Gerichtsverfahren zu etablieren. Die Erstberatungskosten bzw. die Kosten zur Einleitung des Verfahrens sind äußerst niedrig. Die Güteordnung, die jede Gütestelle individuell erstellt haben muss, gibt unter anderem Auskunft über das Verfahren, die eingesetzte Methodik und die Kosten.
Die meisten staatlich anerkannten Gütestellen sind von Personen besetzt, die die Befähigung zum Richteramt besitzen, es gibt aber auch Sachverständige, die als Gütestelle staatlich anerkannt sind. Als Nicht-Juristen können diese insbesondere bei komplexen oder technischen Streitigkeiten Vorteile bieten. Das Güteverfahren eignet sich bei allen zivilrechtlichen Streitigkeiten, wo es nicht um die Klärung der Schuldfrage geht. Eine möglichst schnelle Lösung, mit der alle Beteiligten leben können, steht in der Regel im Mittelpunkt. Viele Gütestellen haben keine räumliche Begrenzung der Zuständigkeit und sind europa- oder sogar weltweit tätig.

### Freiwilliges Güteverfahren
Ein freiwilliges Güteverfahren vor einer staatlich anerkannten Gütestelle bietet den Parteien in zivilrechtlichen Streitigkeiten die Möglichkeit, ihren Konflikt schnell und kostengünstig auf außergerichtlichem Wege beizulegen.
Das Güteverfahren wird auf Antrag wenigstens einer Partei eingeleitet. Schon die Einreichung des Güteantrages bei der Gütestelle hemmt die Verjährung (§ 204 Abs. 1 Nr. 4 BGB) und verschafft die Möglichkeit, im Rahmen von Vergleichsverhandlungen unter Vermittlung eines neutralen Dritten eine vertrauliche, zügige und kostengünstige außergerichtliche Einigung mit dem Anspruchsgegner zu erarbeiten. Lehnt der Gegner die Durchführung eines Güteverfahrens ab, so endet die Hemmung der Verjährung erst 6 Monate nach Beendigung des Verfahrens, § 204 Abs. 2 S. 1 BGB. Der Antragsteller gewinnt somit ausreichend Zeit, um die gerichtliche Geltendmachung seiner Ansprüche vorzubereiten. Kommt es hingegen zu einer Güteverhandlung, so profitieren die Beteiligten von den hohen Erfolgsquoten professionell gestalteter (Mediations-) Verhandlungen. Die Organisation und Durchführung des Verfahrens übernimmt die Gütestelle. Die inhaltliche Gestaltung einer möglichen Einigung obliegt allein den Parteien und ihren anwaltlichen Vertretern. Da sich die Parteien die Verfahrenskosten in der Regel hälftig teilen und das Güteverfahren auf eine zügige Erledigung abzielt, verursacht das Güteverfahren nur einen Bruchteil der Kosten eines Gerichtsverfahrens. Einigen sich die Parteien auf einen Vergleich wird dieser von der Gütestelle in einem schriftlichen Vertrag dokumentiert, aus dem, wie aus einem gerichtlichen Urteil, die Zwangsvollstreckung veranlasst werden kann, § 794 Abs. 1 Nr. 1 ZPO.
Das freiwillige Güteverfahren bietet damit eine schnelle und kostengünstige Möglichkeit, die Verjährung zivilrechtlicher Ansprüche zu vermeiden und vor einer kostenintensiven und risikoreichen gerichtlichen Auseinandersetzung zunächst die außergerichtlichen Einigungsoptionen abzuklären.

### Obligatorisches Güteverfahren
Durch die Zivilprozessreform (2002) wurden die Bundesländer nach § 15a II Nr. 5 EGZPO ermächtigt, vor Erhebung einer Klage ein außergerichtliches Güteverfahren vorzuschreiben (obligatorisches Güteverfahren). So ist nun in Bayern, Brandenburg, Hessen, Saarland, Schleswig-Holstein vorgesehen, dass bei Streitwerten bis 600/750 € zunächst ein solches Verfahren durch den Kläger betrieben werden muss. In Nordrhein-Westfalen wurde eine solche im dortigen Gütestellen- und Schlichtungsgesetz (GüSchlG NRW) enthaltene streitwerbezogene Regelung zum 1. Januar 2008 wieder abgeschafft. In Niedersachsen findet die obligatorische Streitschlichtung nur statt bei Nachbarschaftsstreitigkeiten, Ansprüchen wegen Verletzung der persönlichen Ehre und Ansprüchen nach Abschnitt 3 des Allgemeinen Gleichbehandlungsgesetzes (§ 1 Abs. 2 Niedersächsisches Schlichtungsgesetz – NSchlG). In Nordrhein-Westfalen findet sich eine vergleichbare Regelung in § 53 Justizgesetz NRW. In Bayern wurde die obligatorische Streitschlichtung in vermögensrechtlichen Angelegenheiten durch Änderung des Art. 1 BaySchlG zum 30. April 2013 aufgehoben. In Baden-Württemberg wurde die obligatorische Streitschlichtung durch die Aufhebung des Schlichtungsgesetzes zum 1. Mai 2013 abgeschafft. In Sachsen-Anhalt ist die vorgerichtliche Schlichtung seit Dezember 2008 nur noch in nachbarrechtlichen Streitigkeiten sowie bei Ehrschutzklagen ohne presserechtlichen Bezug anzurufen. Wird eine vorgeschriebene außergerichtliche Streitschlichtung nicht durchgeführt, so wird eine Klage als unzulässig abgewiesen. Das Verfahren kann nach einer neueren Entscheidung des BGH auch nicht nach Klageerhebung nachgeholt werden. Auch Klagen nach dem Allgemeinen Gleichbehandlungsgesetz können nun mehr erst nach erfolglosem Gütetermin erhoben werden.
Können sich die Parteien in einer Schlichtungsverhandlung nicht einigen, stellt die Gütestelle eine sog. Erfolglosigkeitsbescheinigung aus. Anderenfalls schließen die Parteien einen Vergleich, der nach Protokollierung durch die Gütestellen für die Parteien vollstreckbar ist.

## Österreich
Ohne anhängiges Verfahren, jedoch unter Beteiligung des Gerichts, kann in Österreich ein prätorischer Vergleich vor einem Bezirksgericht geschlossen werden (§ 433 ZPO).

## Schweiz
Siehe den Artikel Schlichtungsbehörde.